# Cañón antitanque M1943 (ZiS-2) 57 mm
El M1943 (ZiS-2) (ЗиС-2, en ruso) era un cañón antitanque soviético de 57 mm, empleado durante la Segunda Guerra Mundial. El ZiS-4 era una versión para instalarse a bordo de tanques. ZiS es el acrónimo de Zavod imeni Stalina (Завод имени Сталина, en ruso; Fábrica Stalin), el nombre oficial de la Fábrica de Artillería N° 92, que fue la primera en producir el cañón.

## Desarrollo
A inicios de 1940, la oficina de diseño de V. G. Grabin recibió de parte del Departamento de Artillería la tarea de desarrollar un potente cañón antitanque. El Mariscal Kulik, jefe de aquel departamento, y sus subordinados estimaron que el empleo de tanques pesados por la Unión Soviética durante la Guerra de Invierno no había pasado desapercibido por el Ejército alemán y que llevaría al desarrollo de tanques similares. Además es probable que el departamento fue influenciado por la propaganda alemana sobre el tanque pesado multitorreta NbFz. A este tanque se le atribuía un blindaje más grueso del que en realidad tenía. Por lo tanto, Grabin y su equipo se guiaron por las características del tanque pesado KV-1 con su blindaje de 40-75 mm. Según los desarrolladores, el calibre óptimo en este caso sería de 57 mm. La velocidad y el peso del proyectil antiblindaje de 57 mm le permitían alcanzar la suficiente energía cinética para penetrar hasta 90 mm de BHL, al mismo tiempo que mantenía al cañón lo suficientemente ligero, móvil y fácil de ocultar. Sin embargo, la decisión tenía una desventaja: este calibre era nuevo para el Ejército Rojo, por lo que la fabricación de los proyectiles debía iniciarse desde cero.
Su desarrollo empezó en mayo de 1940 y a inicios de 1941 el cañón fue adoptado con la designación cañón antitanque modelo 1941 (ZiS-2) 57 mm (57-мм противотанковая пушка образца 1941 года (ЗиС-2), en ruso).  Su producción empezó el 1 de junio de 1941, pero fue detenida el 1 de diciembre de aquel año por los mariscales N. N. Voronov y G. L. Govorov, cuya explicación fue que los proyectiles del ZiS-2 atravesaban los tanques ligeros alemanes sin causar muchos daños en su interior. Otras posibles razones de esta decisión eran el alto costo de producción del cañón y problemas con la producción de proyectiles. Para entonces, se habían fabricado 371 unidades.
Las líneas de producción empezaron a fabricar el ZiS-3 de 76,2 mm, mientras que las unidades de artillería antitanque soviéticas fueron equipadas con cañones más baratos de 45 mm. Algunos regimientos antitanque también fueron equipados con el ZiS-3, que era capaz de poner fuera de combate a cualquier tanque alemán hasta finales de 1942.
La aparición del tanque pesado Tiger I y después la del Panther inclinó la balanza a favor de los alemanes. Los cañones antitanque M1942 de 45 mm solo podían perforar el blindaje lateral del Panther, mientras que el ZiS-3 podía penetrar los flancos desde una mayor distancia. Contra el Tiger I, el ZiS-3 solamente era efectivo disparando sobre sus flancos a corta distancia (hasta 300 m) y los cañones de 45 mm eran casi ineficaces. Se necesitaba un cañón más potente y el 15 de junio de 1943, el ZiS-2 nuevamente entró en servicio como el cañón antitanque modelo 1943 57 mm. Hasta 1945, se produjeron 9.645 unidades.

## Descripción
El M1943 (ZiS-2) 57 mm es un cañón con cierre vertical semiautomático. Al disparar, el cierre se abre y eyecta la vaina vacía, para cerrarse cuando el cargador introduce un nuevo proyectil en la recámara. Debido a esta característica, su cadencia de tiro puede alcanzar los 25 disparos/minuto. Su afuste con cola separada y escudo protector era el mismo del ZiS-3. La suspensión del afuste era de resortes helicoidales lo que le permitía ser remolcado a una velocidad de 50 km/h sobre carretera, 30 km/h sobre caminos sin pavimentar y 10 km/h a campo través. El cañón también podía ser acoplado a un armón y ser remolcado por seis caballos. Los M1943 (ZiS-2) 57 mm estaban equipados con miras panorámicas PP1-2. 

## Historial de combate
Los  M1943 (ZiS-2) 57 mm fueron empleados por los pelotones de artillería antitanque de las unidades de infantería y por las unidades antitanque de la Reserva del Alto Mando, siendo los regimientos de artillería antitanque (Истребительный Противотанковый Артиллерийский Полк en ruso, abreviado ИПТАП) las unidades más numerosas. Los cañones capturados por los alemanes recibieron la designación 5.7 cm Pak 208(r).

### Afustes autopropulsados

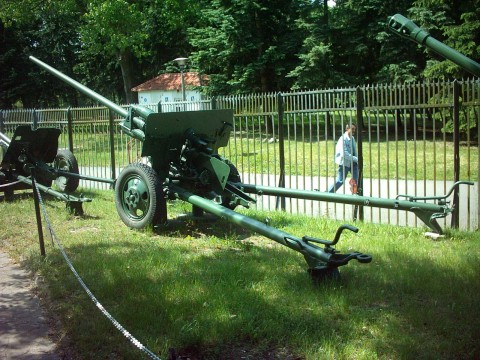
Un M1943 (ZiS-2) en la Ciudadela de Poznań, Polonia.

El M1941 (ZiS-2) también fue montado a bordo de algunos vehículos. En 1941, unos 100 M1941 (ZiS-2) fueron montados sobre chasis de T-20 Komsomolets para crear al cazatanques ZiS-30.
Este cañón también fue montado en al menos tres prototipos diferentes basados en el cañón de asalto SU-76 (SU-74, SU-76D y SU-57B). Ninguno fue aceptado para entrar en producción.
También hubo una versión de cañón de tanque del M1943 (ZiS-2), llamada ZiS-4. En 1941, al tratar de mejorar el desempeño antitanque del T-34, los miembros de la Oficina de Diseño Morozov lo equiparon experimentalmente con el ZiS-4. La idea resurgió en 1943, después de la Batalla de Kursk, ya que los alemanes desplegaron tanques Tiger I y Panther con grueso blindaje. Nuevamente, solo se produjo una cantidad limitada, equipados con el ZiS-4M, una versión ligeramente modificada del cañón que tenía un nuevo cierre para simplificar su producción. Aunque el cañón de alta velocidad tenía una mayor penetración de blindaje respecto al F-34, su ligero proyectil significaba que no podía dispara un proyectil de alto poder explosivo adecuado para uso general. La última solución para el tanque fue diseñar una nueva torreta que le permitiese montar un cañón de 85 mm; el nuevo modelo fue llamado T-34/85.
Una versión modernizada del M1943 (ZiS-2) fue empleada en el ASU-57, un cañón antitanque autopropulsado aerotransportable de la posguerra.

### Posguerra

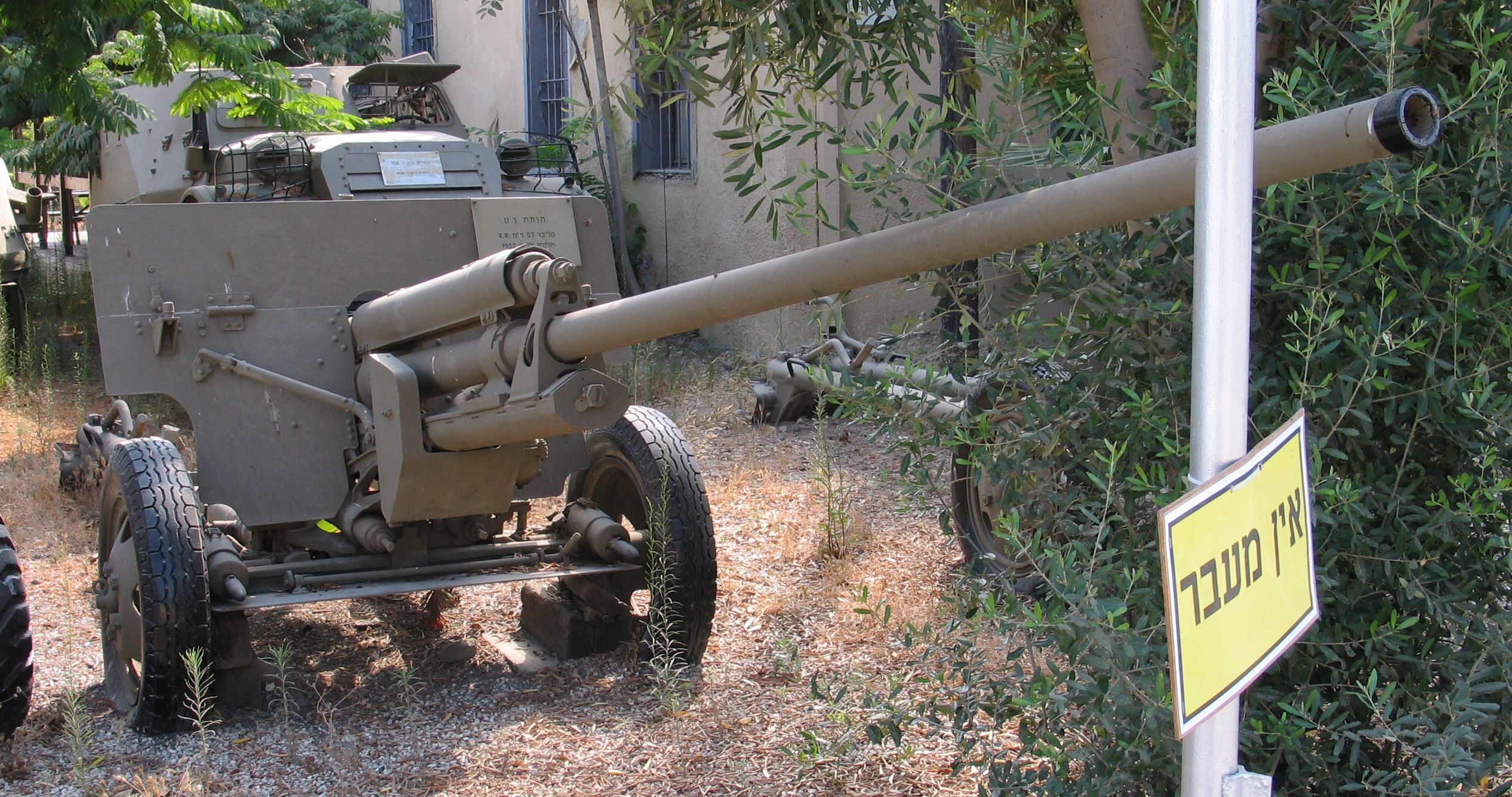
M1943 (ZiS-2) capturado, Museo de Historia de las Fuerzas de Defensa de Israel.

Debido al rápido mejoramiento del blindaje de los tanques, el M1943 (ZiS-2) rápidamente perdió su valor antitanque. A medadios de la década de 1950, el M1943 (ZiS-2) fue reemplazado por cañones más potentes de 100 mm en las unidades de artillería antitanque soviéticas. Sin embargo, su pequeño tamaño y peso lo mantuvieron en servicio activo con las tropas aerotransportadas soviéticas por más tiempo. Finalmente fue el rápido mejoramiento de los cohetes y misiles antitanque lo que puso fuera de servicio al M1943 (ZiS-2). Supuestamente, todos los M1943 (ZiS-2) sobrevivientes pasaron a ser monumentos o piezas de museo.
El 15 de julio de 2013 se detuvo a un barco mercante norcoreano que traficaba armamento desde Cuba, descubriendo que transportaba munición de M1943 (ZiS-2) entre otros armamentos de origen soviético, lo cual indicaría que algunos ejemplares siguen activos en el arsenal del Ejército Popular de Corea. Hasta este incidente, se creía que Namibia era el último usuario del M1943 (ZiS-2); las Fuerzas de Defensa de Namibia continuaron empleando seis cañones hasta bien entrada la década de 1990. Aunque ya no está en servicio, hacia 2008 una gran cantidad de cañones M1943 (ZiS-2) estaban almacenados como armamento de reserva en los ejércitos de varios países.

## Munición
| Tipo                                                                       | Modelo          | Peso    | Carga explosiva, g |
| Proyectiles aniblindaje (velocidad de boca de hasta 990 m/s)               |                 |         |                    |
| APHE                                                                       | BR-271K         | 3,14 kg | 18                 |
| APCBC                                                                      | BR-271          | 3,14 kg | 14                 |
| APCBC (penetración mejorada)                                               | BR-271M         | 2,80 kg | 13                 |
| AP (proyectil macizo)                                                      | BR-271SP        | 3,14 kg | ninguna            |
| Proyectiles antiblindaje compuestos (velocidad de boca de hasta 1.250 m/s) |                 |         |                    |
| Proyectil antiblindaje compuesto rígido (APCR) tipo "Carrete"              | BR-271P         | 1,79 kg | ninguna            |
| APCR tipo "Liso"                                                           | BR-271N         | 2,4 kg  | no disponible      |
| Otros proyectiles (velocidad de boca de hasta 700 m/s)                     |                 |         |                    |
| Fragmentación                                                              | O-271U (O-271G) | 3,75 kg | 204 o 220          |
| Bote de metralla                                                           | Shch-271        | 3,66 kg | ninguna            |

Penetración de blindaje
| Proyectil antiblindaje de alto poder explosivo (APHE) BR-271K | Proyectil antiblindaje de alto poder explosivo (APHE) BR-271K | Proyectil antiblindaje de alto poder explosivo (APHE) BR-271K |
| Distancia, m | Ángulo de impacto 60°, mm                                     | Ángulo de impacto 90°, mm                                     |
| --- | ------------------------------------------------------------- | ------------------------------------------------------------- |
| 100 | 91                                                            | 112                                                           |
| 300 | 84                                                            | 103                                                           |
| 500 | 76                                                            | 94                                                            |
| 1000 | 60                                                            | 74                                                            |
| 1500 | 46                                                            | 57                                                            |
| 2000 | 35                                                            | 44                                                            |
| Proyectil antiblindaje compuesto con cubierta balística (APCBC) BR-271 |                                                               |                                                               |
| Distancia, m | Ángulo de impacto 60°, mm                                     | Ángulo de impacto 90°, mm                                     |
| 100 | 93                                                            | 114                                                           |
| 300 | 89                                                            | 109                                                           |
| 500 | 84                                                            | 103                                                           |
| 1000 | 74                                                            | 91                                                            |
| 1500 | 64                                                            | 79                                                            |
| 2000 | 56                                                            | 69                                                            |
| Proyectil antiblindaje compuesto rígido (APCR) BR-271P |                                                               |                                                               |
| Distancia, m | Ángulo de impacto 60°, mm                                     | Ángulo de impacto 90°, mm                                     |
| 100 | 155                                                           | 190                                                           |
| 300 | 137                                                           | 168                                                           |
| 500 | 120                                                           | 147                                                           |
| 1000 | 83                                                            | 101                                                           |
| Estos datos fueron obtenidos mediante métodos soviéticos de medición de la penetración del blindaje (donde la probabilidad de penetración es del 75%). No se pueden comparar directamente con datos occidentales similares. |                                                               |                                                               |